# Безволосник жовтоніжковий
Безволосник жовтоніжковий (Atrichum flavisetum) — вид мохів порядку рунянкальних (Polytrichales).

## Поширення
Батьківщиною є Європа, Північна Америка, Азія.
Населяє береги або пні в лісі, коріння повалених дерев, яри в ущелинах виходів гірських порід; від низьких до помірних висот.

## Характеристика
Рослини середнього розміру, у вологому стані зелені або світло-зелені, у сухому — темно-зелені. Стебла до 2 см, часто розгалужені підквітковими новоутвореннями. Листків ≈ 10, видовжено-лінійні, від гострих до загострених. Коробочка 8 × 1,3 мм, прямовисна чи похилена, короткоциліндрична, майже пряма. Спори (8)15–16 мкм.